# Passo Fundo
Passo Fundo város az Brazíliában, Río Grande del Sur államban. Lakosainak száma 206 215 fő (2022). Passo Fundo Pontão, Carazinho, Coxilha, Ernestina, Rio Grande do Sul, Marau, Mato Castelhano és Santo Antônio do Planalto községekkel határos.

## Népesség
A település népességének változása:
| Lakosok száma | 168 458 | 184 826 | 204 722 | 206 103 | 206 215 |
|               | 2000    | 2010    | 2020    | 2021    | 2022    |